# Kūreh Darreh-ye Pā'īn
Kūreh Darreh-ye Pā'īn (persiska: كورِه دَرِّۀ سُفلَى, كورِه دَرِّۀ پائين, کوره درّه پائین, Kūreh Darreh-ye Soflá) är en ort i Iran.   Den ligger i provinsen Kurdistan, i den nordvästra delen av landet, 400 km väster om huvudstaden Teheran. Kūreh Darreh-ye Pā'īn ligger 1 585 meter över havet och antalet invånare är 267.
Terrängen runt Kūreh Darreh-ye Pā'īn är kuperad.Runt Kūreh Darreh-ye Pā'īn är det ganska tätbefolkat, med 65 invånare per kvadratkilometer. Närmaste större samhälle är Kāmyārān, 15,6 km sydost om Kūreh Darreh-ye Pā'īn. Trakten runt Kūreh Darreh-ye Pā'īn består i huvudsak av gräsmarker.